# HMS Monmouth (1772)
HMS Monmouth (1772) — 64-пушечный линейный корабль 3 ранга Королевского флота. Заказан 10 сентября 1767. Спущен на воду 18 апреля 1772 года на королевской верфи в Плимуте. Третий корабль, названный в честь города и герцога Монмут.

## Служба
Участвовал в Американской революционной войне.
1779 — капитан Роберт Фэншоу (англ. Robert Fanshaw). Был при Гренаде.
Прошёл всю Ост-Индскую кампанию
1781 — капитан Джеймс Амс (англ. James Alms), Monmouth был среди кораблей, вышедших с коммодором Джонстоном в экспедицию на мыс Доброй Надежды и в Ост-Индию. Примерно в середине апреля у Порто-Прая, на португальском острове Сан-Яго, их атаковал Сюффрен. Не сумев нанести заметного урона, французы подняли все паруса и ушли с целью атаковать адмирала Хьюза, прежде чем тот получит подкрепления. Джонстон вышел из Порто Прая 5 мая и достиг Мадраса 10 февраля 1782 года, за 5 дней до Сюффрена. На мысу Доброй Надежды Monmouth взял на борт генерала Медоуза (англ. Meadows) и, отделившись от коммодора, пришёл в Порт-Феликс на Мадагаскаре 21 августа. По пути в Бомбей в конце сентября, он был снесен к Аравии. Достиг Бомбея 6 января 1782, когда припасы подходили к концу. Monmouth не участвовал непосредственно в бою с Сюффреном, а вечером 17 февраля взял на буксир повреждённый HMS Exeter, и привел его в Тринкомали 24-го.
1782 — 6 апреля Monmouth загнал на берег небольшой французский фрегат, который доставлял Сюффрену приказы. 12 апреля у острова Цейлон произошёл жаркий бой, в котором Monmouth в течение почти двух часов сражался в упор с французским флагманом. Сюффрен ушёл, когда грот и бизань-мачты Monmouth рухнули за борт. На Monmouth было 45 человек убито и 102 ранено. Капитан Амс был ранен двумя осколками в лицо и, помимо первого лейтенанта Джорджа Мюррея (англ. George Murray), мастера Тэтлока (англ. Tatlock) и капитана морской пехоты Пирса (англ. Pierce), каждый второй человек на юте и шканцах был убит или ранен. Вечером, при постановке на якорь, Monmouth сел на мель. Часть французских кораблей подошли, собираясь напасть, поэтому он обрубил якорный и протащился по мелководью в поисках безопасного места позади своего адмирала, чтобы успеть поставить временные мачты.
5 июля 1782 года при Негапатаме на Monmouth было 14 раненых, большинство смертельно.
4 августа он и HMS Sceptre доставили грузы и войска из Мадраса в Тринкомали.
В следующем бою, 2 сентября между 15 линейными кораблями Сюффрена и 12 Хьюза, Monmouth получил пробоину ядром в корпус на 9 футов ниже ватерлинии, и пришлось всю орудийную прислугу на гон-деке переставить от пушек к помпам. Только два человека из команды получили ранения.
1783 — был при Куддалоре.
Капитан Амс умер в Чичестере 8 июня 1791 года, в возрасте 64 лет.
1796 — октябрь; корабль превращен в плавучую тюрьму, переименован в HMS Captivity.
Разобран в 1811 году.